# 汀连县
汀连县（1930年10月—1931年12月）是闽西革命根据地的一个县。
1930年10月，长汀县和连城县合并为汀连县。以长汀、连城二县各取一字为名。治涂坊（今福建省龙岩市长汀县涂坊镇），后迁驻赖坊（今长汀县涂坊镇赖坊村）。1931年12月，废县。